# Elysius hermia
Elysius hermia är en fjärilsart som beskrevs av Pieter Cramer 1777. Elysius hermia ingår i släktet Elysius och familjen björnspinnare. Inga underarter finns listade i Catalogue of Life.

## Bildgalleri

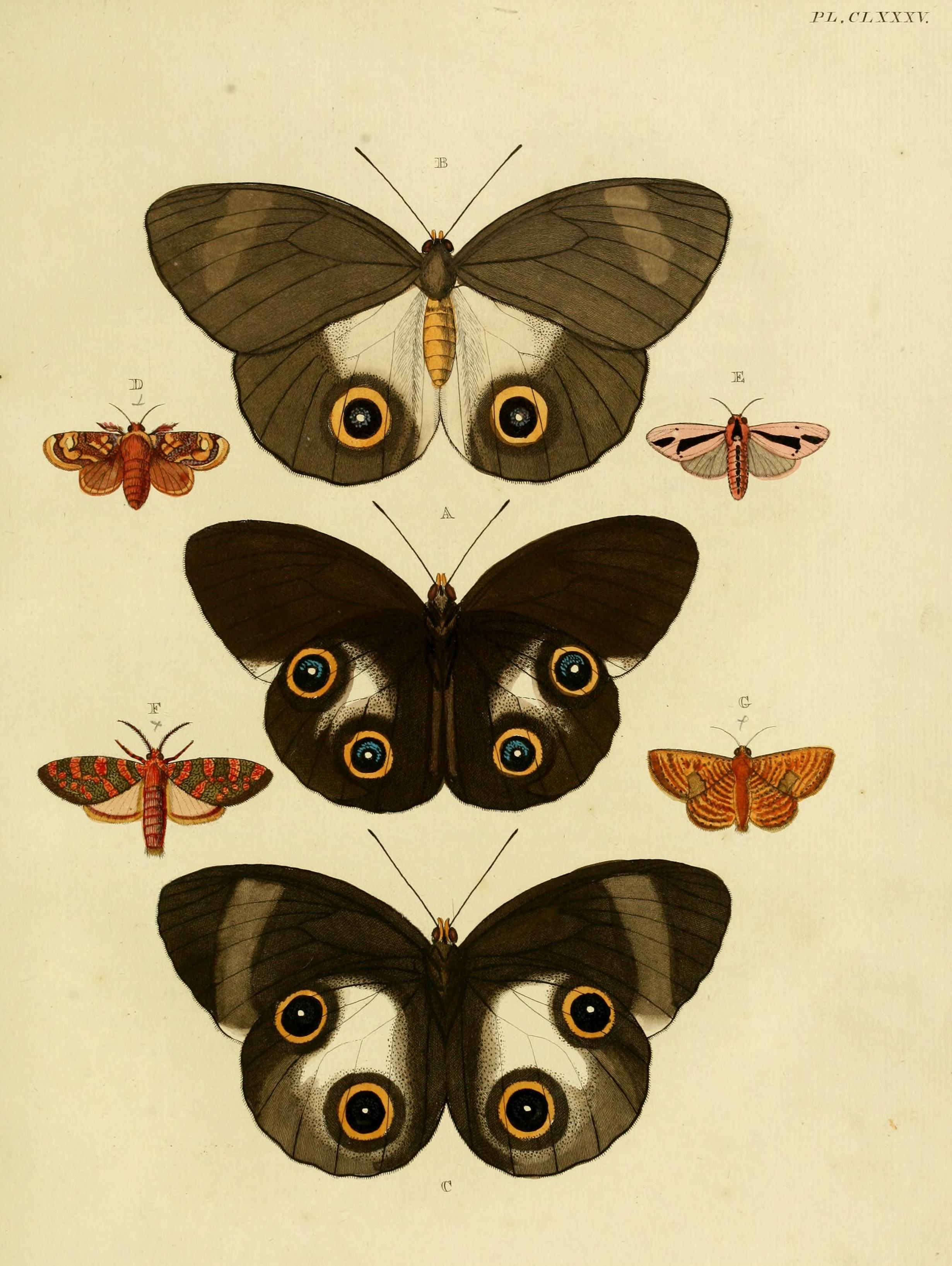